# Time Is on My Side
"Time Is on My Side" (em português, Tempo Está do Meu Lado; No Brasil, O Tempo Está do Meu Lado) é o décimo quinto e penúltimo episódio da terceira temporada da série de televisão dramática/paranormal norte-americana Supernatural. Foi exibido originalmente nos Estados Unidos em 8 de maio de 2008 pela The CW. O episódio foi dirigido por Charles Beeson e escrito por Sera Gamble. "Time Is on My Side" é o quinquagésimo nono episódio de Supernatural, e é também o décimo quinto e penúltimo episódio da terceira temporada da série.
No episódio, Dean (Jensen Ackles) e Sam Winchester (Jared Padalecki) começam a caçar Bela Talbot (Lauren Cohan) para encontrar o Colt, na tentativa de salvar a alma de Dean que fez um pacto com a demônio da encruzilhada e o pacto está quase vencendo. Eles descobrem Dr. Benton (Billy Drago), um médico da vida real que, em 1816, abandonou sua prática médica para seguir sua obsessão em encontrar a chave para a vida eterna por drogando pessoas e roubando seus órgãos vitais. Bobby Singer (Jim Beaver) descobre onde Bela está se escondendo, e Dean parte para enfrentar ela, deixando Sam para trás para lidar com o bom médico.

## Enredo
A medida que o tempo se esgota para Dean (Ackles), Sam (Padalecki) o convence a ir para Eerie, Pensilvânia para investigar um possível caso zumbi. Sam e Dean descobrem um médico (Drago) que, já em 1816, tornou-se obcecado em encontrar o segredo da vida eterna, tendo os órgãos vitais da população. Enquanto isso, Bobby (Beaver) encontra Bela (Cohan) e Dean deixa Sam para confrontá-la.
No episódio, os irmãos Winchesters tentam encontrar o Colt, que está sobre posse de Bela, para salvar a alma de Dean, pois seu pacto com a demônio da encruzilhada está prestes a esgotar. Sam e Dean decidem se separar, enquanto Dean vai para uma cidade por indicação de um caçador, Rufus Turner (Steven Williams), para encontrar Bela e recuperar o Colt, Sam vai pesquisar o misterioso caso do médico que vive para sempre. Faltando pouco tempo para que os demônios do inferno venham buscar a alma de Dean, Sam tenta em vão achar uma forma de salvar a alma de Dean do terrível destino.
Dean encontra Bela no decorrer do episódio, mas decide não mata-la, infelizmente para Dean o Colt havia sido negociado e vendido. Após descobrir em que hotel Sam e Dean vão passar a noite, Bela decide matar ambos, mas descobre que os Winchesters já haviam fugido e fica desesperada, pois ela havia feito um pacto com a demônio da encruzilhada e há meia noite faria dez anos, e o pacto venceria, e os cães do inferno viriam buscar sua alma. Bela desesperada e arrependida tenta pedir ajuda aos Winchesters por um telefone, mais era tarde demais. No final do episódio, Bela é morta e tem sua alma levada para o inferno.

## Produção e repercussão

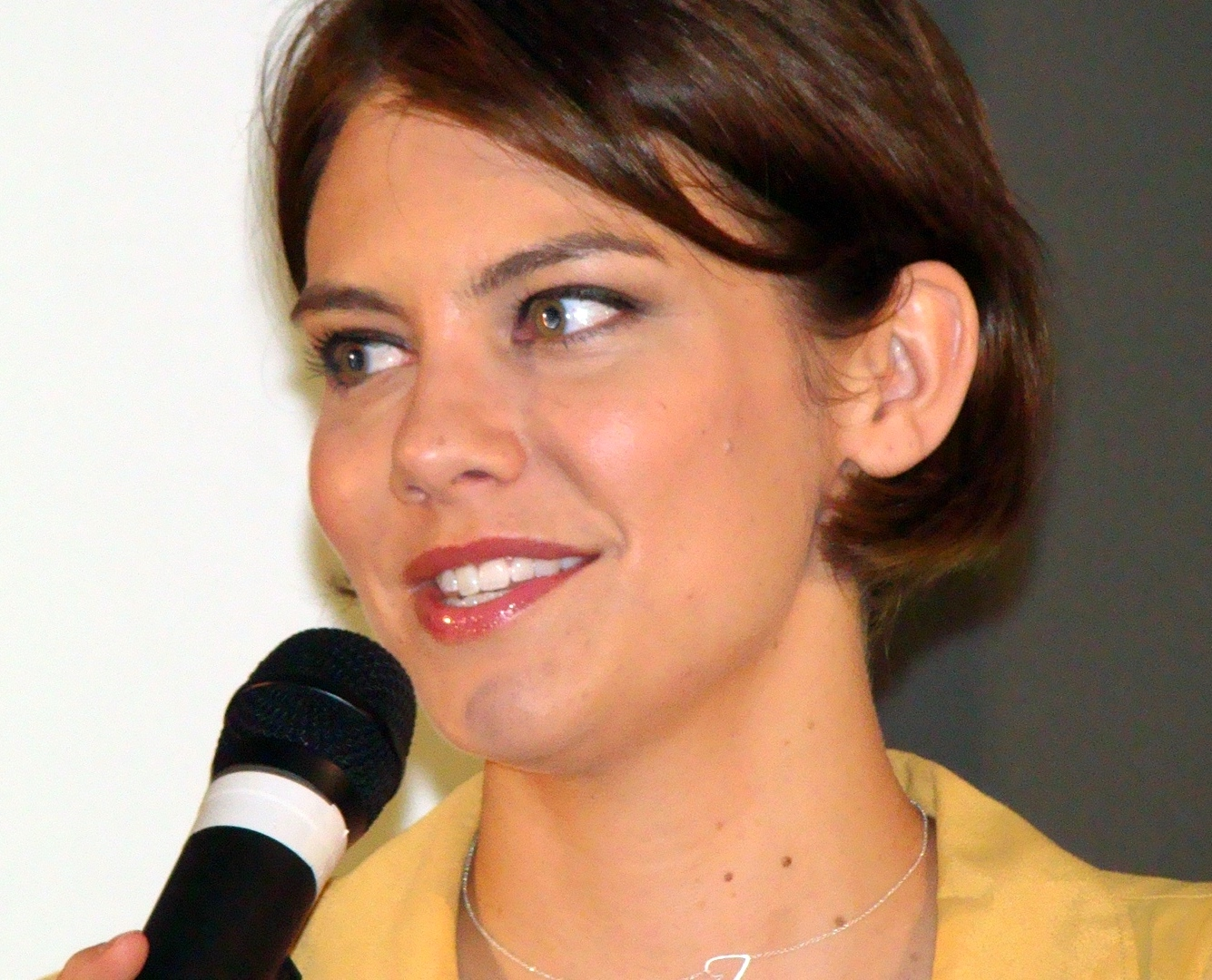
Em "Time Is on My Side", Lauren Cohan fez sua ultima aparição em Supernatural como Bela Talbot.

O episódio teve como diretor Charles Beeson, que nos Estados Unidos é famoso por dirigir e produzir séries como The Vampire Diaries, Friends e Terminator: The Sarah Connor Chronicles. Foi escrito pela roteirista e produtora Sera Gamble, que já trabalhou em diversos episódios de Supernatural. O título do episódio, "Time Is on My Side", é o mesmo nome de uma canção da banda de rock britânica The Rolling Stones.
Em sua transmissão original, "Time Is on My Side" foi visto por cerca de 2.55 milhões de telespectadores. O episódio obteve uma recepção da crítica favorável. Os críticos elogiaram principalmente a ultima participação do personagem de Lauren Cohan (Bela Talbot), visando principalmente sua vida obscura quando criança. Tina Charles do TV Guide elogiou o desempenho e o desenvolvimento final da personagem de Cohan, dizendo que "apesar de Bela roubar a Colt para Lilith, não era o suficiente para estender seu contrato, Bela até tentou matar Sam a mando de Lilith"; e ela comentou também o fato de que "se Bela tivese pedido ajuda aos irmãos Winchester, eles o fariam e a ajudariam", Charles também observou que, de certa forma, Dean e Sam gostavam dela no episódio, mas que o tempo era tarde demais, e que ela não merecia ajuda.
Diana Steenbergen do IGN comentou sobre o personagem de Billy Drago, o Dr. Benton, citando a forma de como os irmão Winchesters "deixam ele enterrado vivo, isso é horrível, mesmo sem o elemento da imortalidade". Ela também citou a triste forma em que Bela morre, "sozinha, à espera dos cães do inferno para vir busca-la - estava triste".